# Ordem da Anunciação
A Ordem da Anunciação (Latim: Ordo de Annuntiatione Beatae Mariae Virginis), (sigla O.Ann.M.) é uma ordem religiosa católica de clausura monástica e de orientação contemplativa, fundada em outubro de 1502 por Santa Joana de Valois, Rainha de França, e por Frei Gabriel Maria Nicolas, sendo a ordem aprovada pelo Papa Alexandre VI nesse mesmo ano.